# چایلد
چایلد (به انگلیسی: Child)، نامی خانوادگی‌ست و ممکن است به یکی از موارد زیر اشاره داشته باشد:
- دزموند چایلد
- جولیا چایلد